# Punta Slope

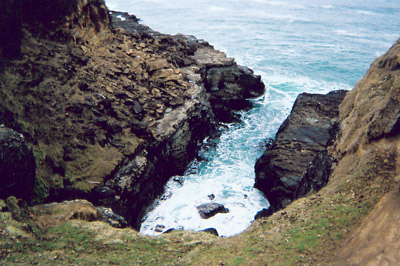
Vista del mar desde el área de Slope Point.

La punta Slope (en inglés: Slope Point, que significa «Punta Ladera», Loma o Pendiente) es el punto más meridional de la Isla Sur de Nueva Zelanda. Se encuentra situado en las coordenadas 46º40'40S 169º0'11E, Slope Point se encuentra justo al sur del pequeño asentamiento de Waikawa y Haldane, cerca el punto suroeste de the Catlins y bahía Toetoes. Se encuentra a unos 70 kilómetros al este de Invercargill.
El área alrededor de Slope Point es usada para la ganadería, sin que haya casas cerca. Los acantilados erosionados caen hacia el mar. Un símbolo del AA (Asociación de Automovilistas de Nueva Zelanda) muestra la distancia al ecuador y al polo sur, existiendo también un pequeño faro alimentado con energía solar. 
No hay carretera que lleve a Slope Point, debiéndose caminar durante 20 minutos por un sendero hasta llegar a él. No hay acceso público a la zona durante la temporada de nacimiento de los corderos (septiembre – octubre).